# Ormosia officiosa
Ormosia officiosa là một loài ruồi trong họ Limoniidae. Chúng phân bố ở miền Cổ bắc.